# Ил Пјано (Пезаро и Урбино)
Ил Пјано је насеље у Италији у округу Пезаро и Урбино, региону Марке.
Према процени из 2011. у насељу је живело 53 становника. Насеље се налази на надморској висини од 359 м.